# حولية الآثار العربية السعودية
حولية الآثار العربية السعودية (أطلال)، هي مجلة علمية متخصصة، سنوية، تصدر عن مركز الأبحاث بقطاع الآثار في وزارة السياحة السعودية، وتعنى بشؤون الآثار ومتابعة البحوث والدراسات الدقيقة، ونشر المقالات المتعلقة بالمكتشفات الأثرية مقرونة بالمخططات والخرائط والصور التوثيقية الناتجة عن أعمال المسح والتنقيب الشامل لأراضي المملكة العربية السعودية، وكذلك نشر نتائج وأخبار الفرق العلمية التي تجري أعمال الحفر في المواقع الأثرية والتي يقوم بها المختصون في حقل الآثار.

## نظرة عامة
كان العام 1397 هـ / 1977م باكورة إصدار العدد الأول من هذه الحولية، وقد صدرت عن وكالة الآثار والمتاحف بوزارة المعارف سابقاً، وكان أهم ما تضمنه هذا العدد هو مقدمة عن آثار الاستيطان البشري بالمملكة، وتقرير موسع عن مسح المنطقة الشرقية والمنطقة الشمالية، بما في ذلك تقرير مسح درب زبيدة وما تضمنه من نقوش إسلامية. وقد توالت إصداراتها الدورية حتى بلغت العدد الخامس عشر بحلول عام 1420 هـ / 2000م. وهي تصدر بكتاب باللغة العربية وتترجم باللغة الإنجليزية بنفس الكتاب.